# 万寿镇 (富顺县)
万寿镇，是中华人民共和国四川省自贡市富顺县曾经下辖的一个镇。2019年9月撤销，将原万寿镇鸿远村、桂林村、踏水村、老坡村、杨寺村、莲花村、万寿场社区所属行政区域划归赵化镇管辖，将原万寿镇青山村、建国村、洞上村和安溪镇顺江村所属行政区域划归琵琶镇管辖。

## 行政区划
万寿镇撤销前下辖以下地区：
万寿场社区、洞上村、青山村、莲花村、老坡村、桂林村、踏水村、鸿远村、杨寺村和建国村。